# Krater Amelia Creek
Krater Amelia Creek – krater uderzeniowy na Terytorium Północnym w Australii.
Skały tego krateru odsłaniają się na powierzchni ziemi, jednak jego pierwotny kształt został zniszczony przez uskoki i sfałdowanie skał. Miał on około 20 km średnicy. Wiek krateru jest trudny do określenia, można go szacować na podstawie wieku otaczających skał. Powstał on w proterozoiku, pomiędzy 1600 a 600 milionów lat temu. Utworzył się on w skałach krystalicznych pokrytych warstwą skał osadowych.